# Esrum kloster

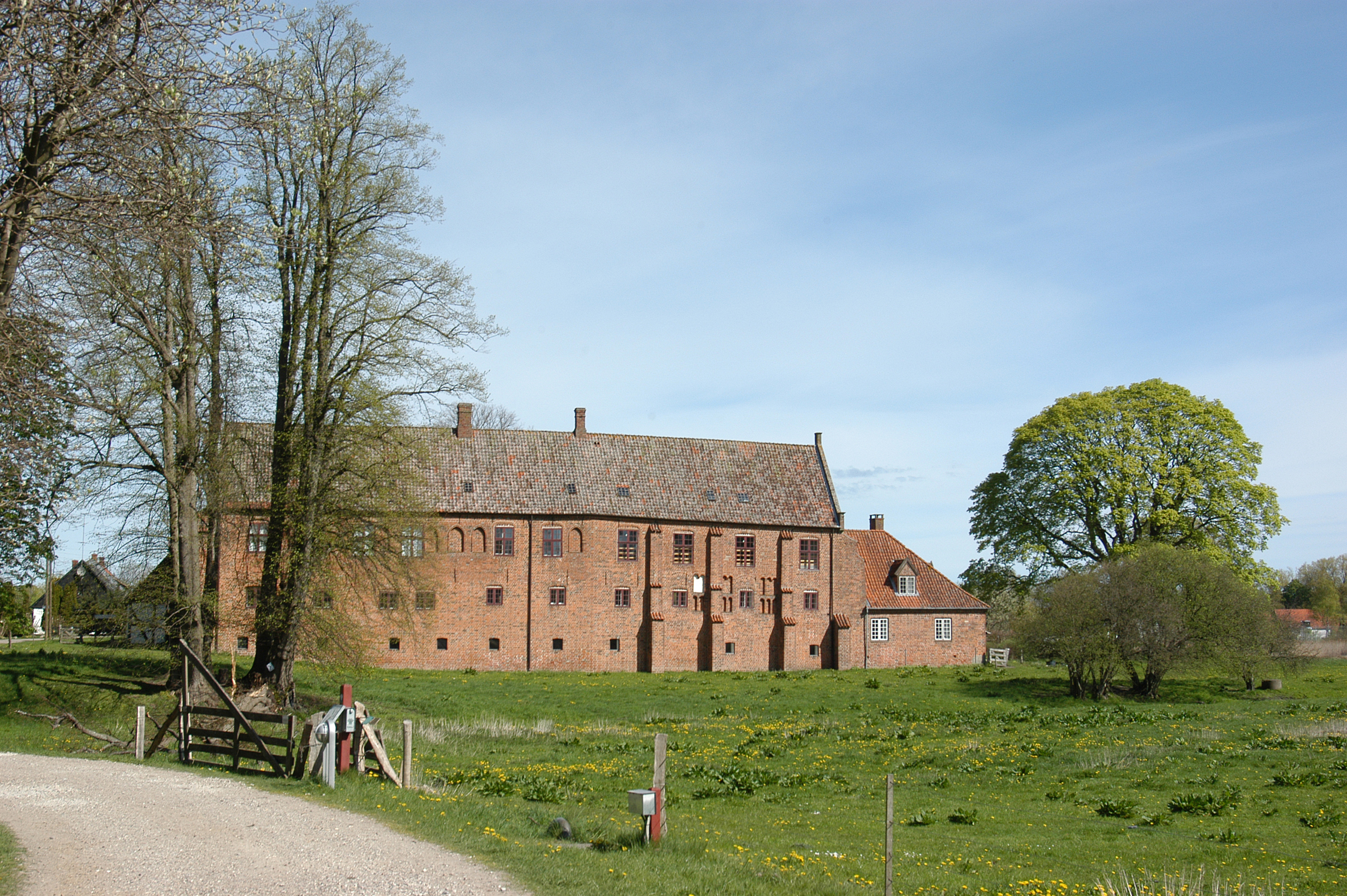
Esrum Kloster i april 2007

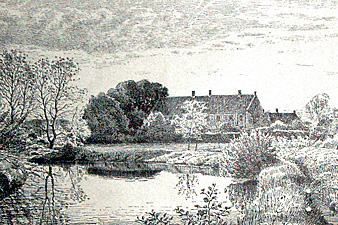
Esrum Kloster i slutet av 1800-talet

Esrum kloster ligger norr om Esrum och Esrum Sø i Danmark, aktivt mellan 1140-talet och 1559.
Från början var det ett benediktinerkloster grundat på 1140-talet av ärkebiskop Eskil i Lund. På den tiden hörde Lund till Danmark och Lunds stift var ärkestift. 1151 övertogs klostret av cisterciensorden. Under medeltiden var klostret Cistercienserordens knutpunkt i Norden, och även det mest inflytelserika klostret över huvud taget. År 1536 blev Danmark lutherskt men klostret fick fortsätta sin verksamhet fram till 1559 då de sista munkarna överfördes till Sorø kloster.
Sedan 1997 är klostret museum. I klosterområdet vid Esrum å finns också korsvirkeshuset Esrum Møllegård, byggd på 1800-talet. Vattenkvarnen var i drift ända till 1967. På 1900-talet utnyttjades kvarnen inte bara för malning av säd utan också för att producera el.
Sedan 2000 bildar Esrum kloster och Esrum Møllegård tillsammans en upplevelseanläggning, som drivs av stiftelsen Esrum Kloster & Møllegård.

## Bildgalleri

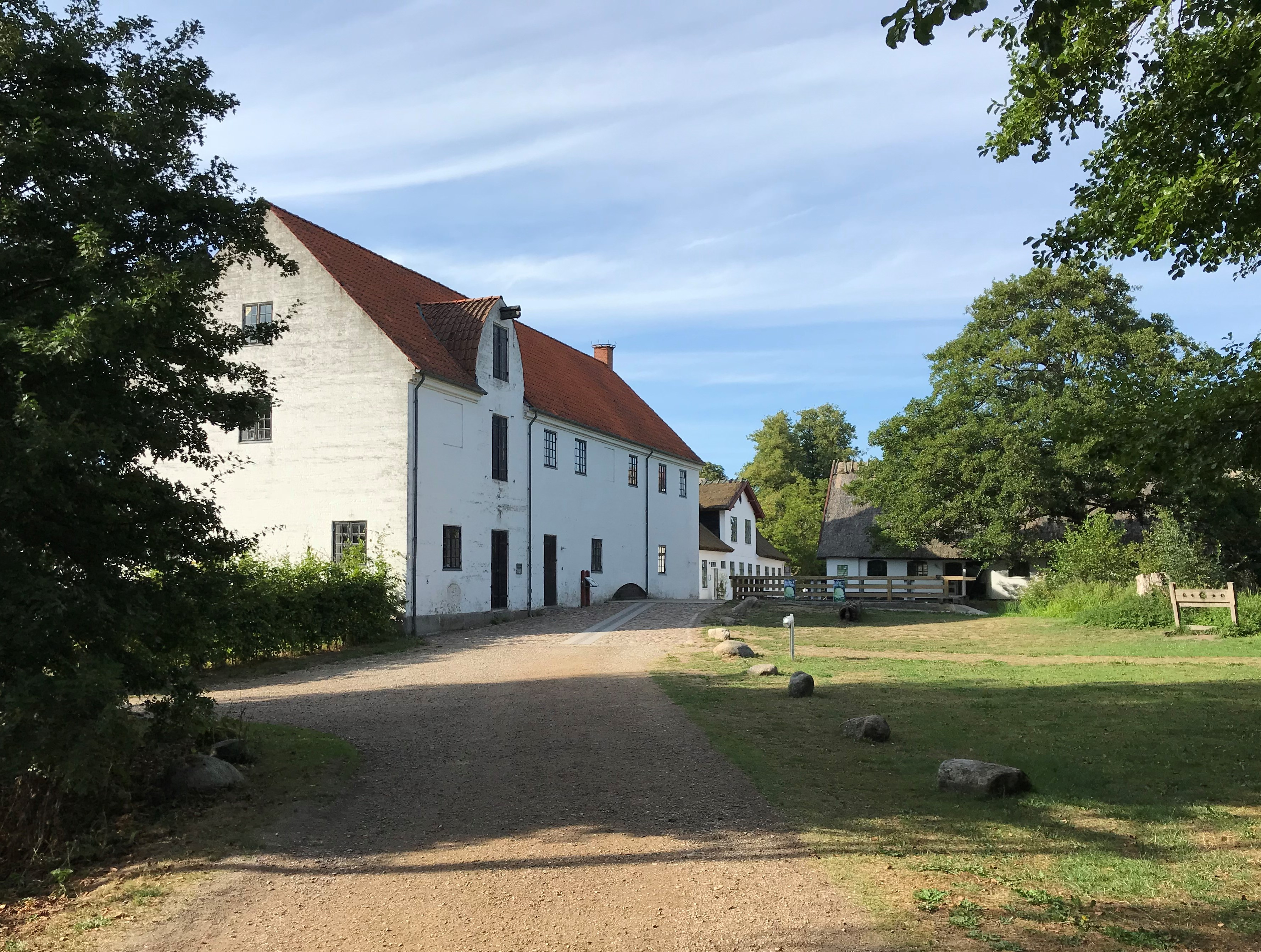
Esrum Kloster & Møllegård, 2018
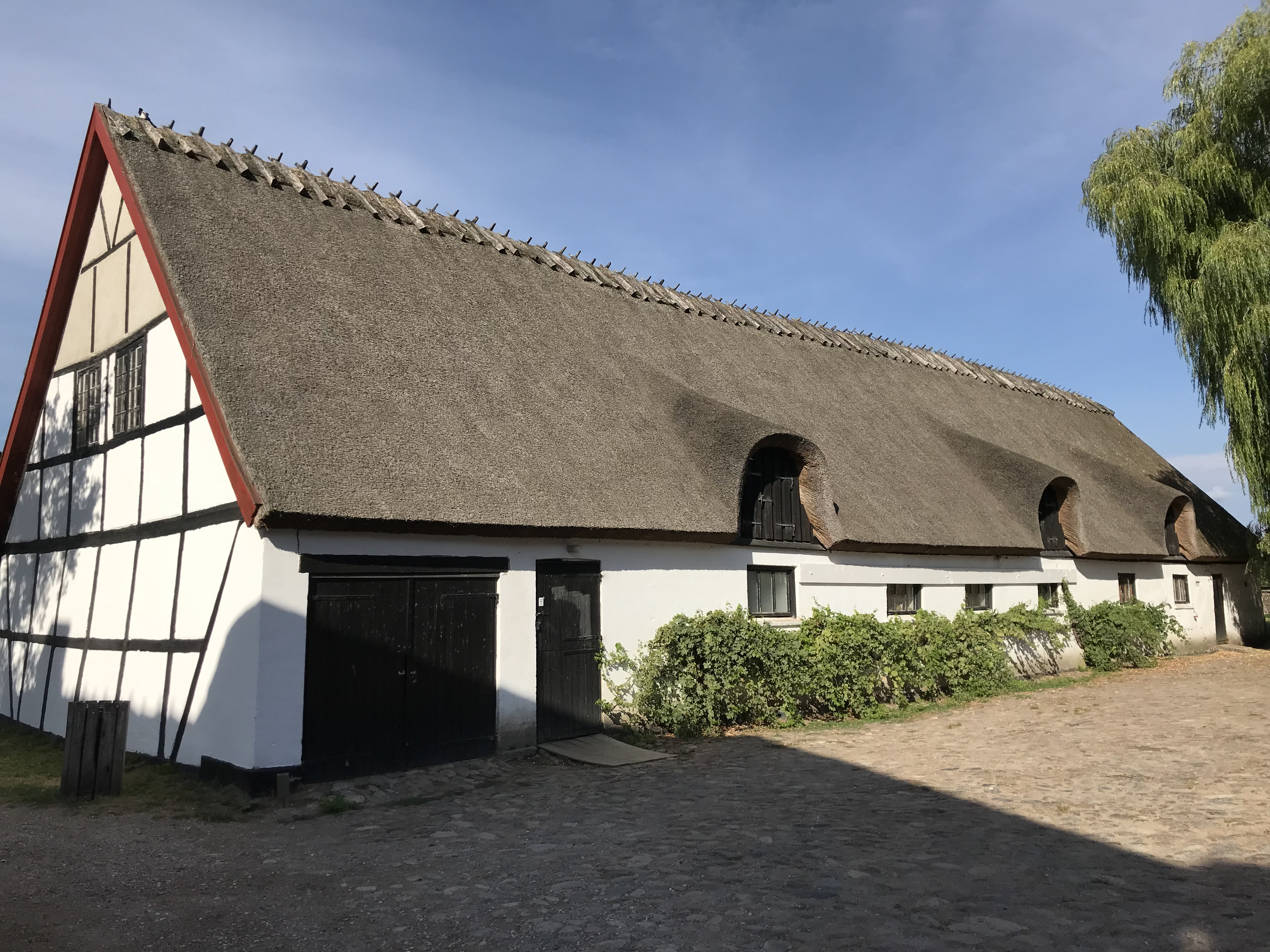
Klostergatan 12 C
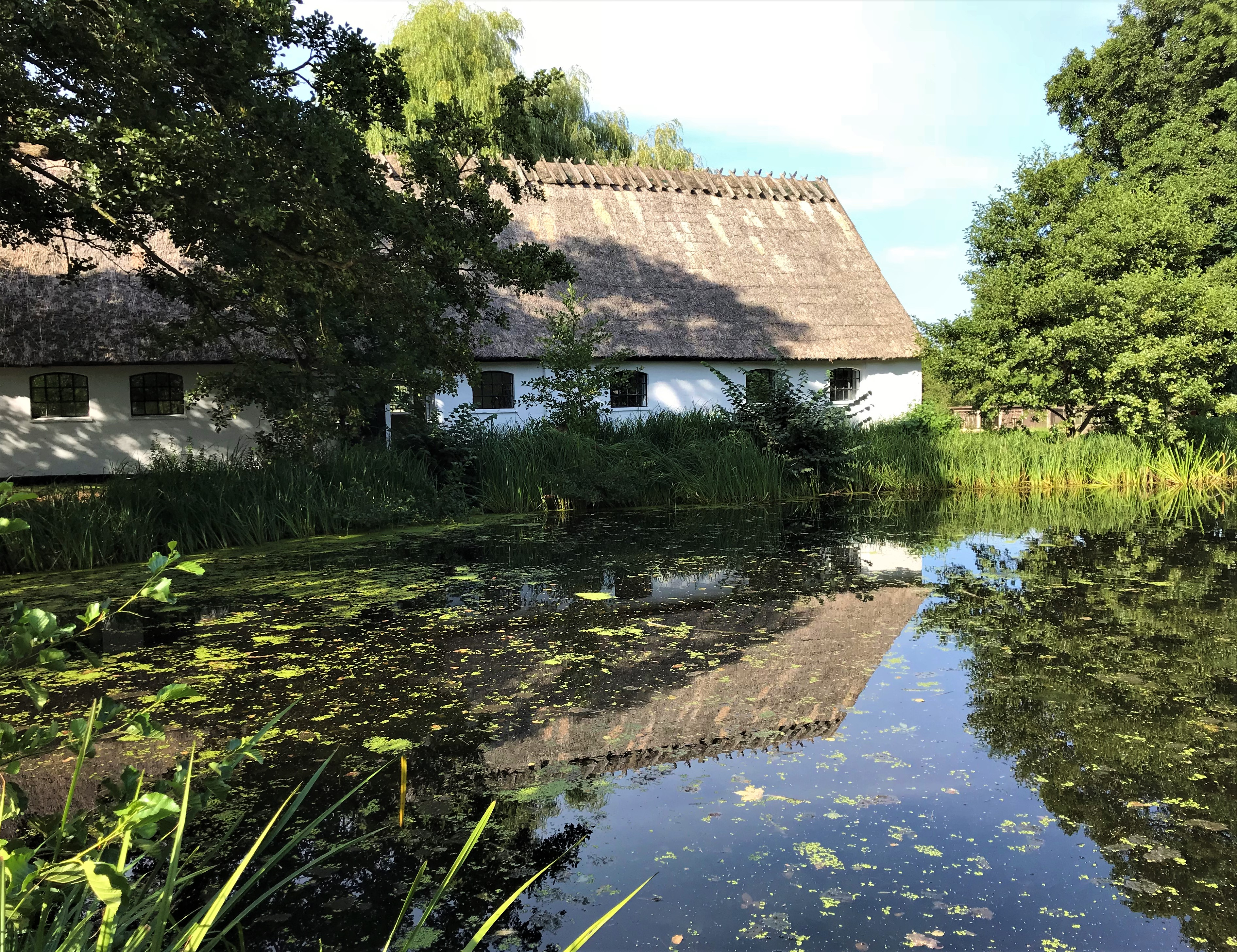
Klostergatan 12 D
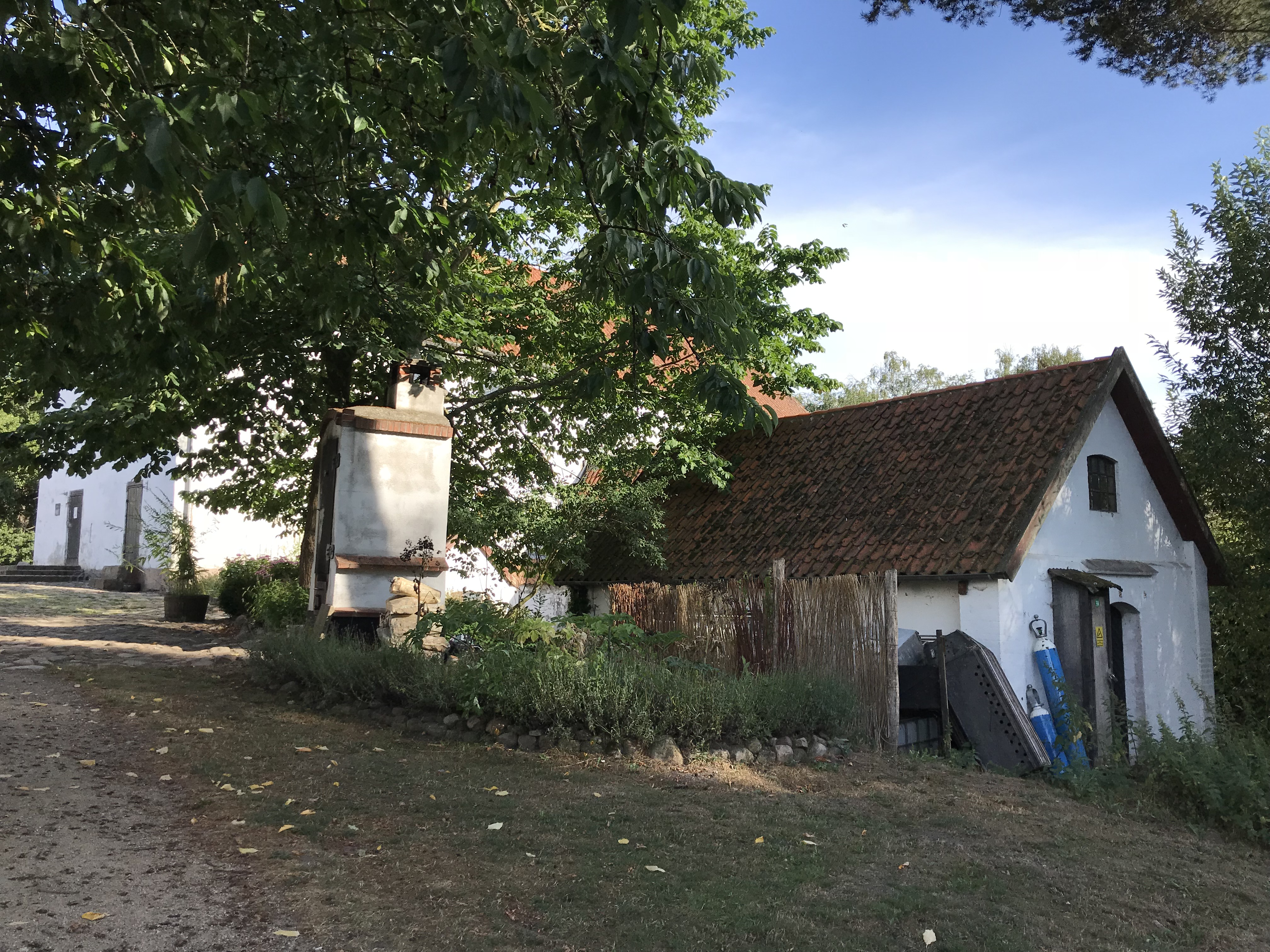
Vid Esrum å
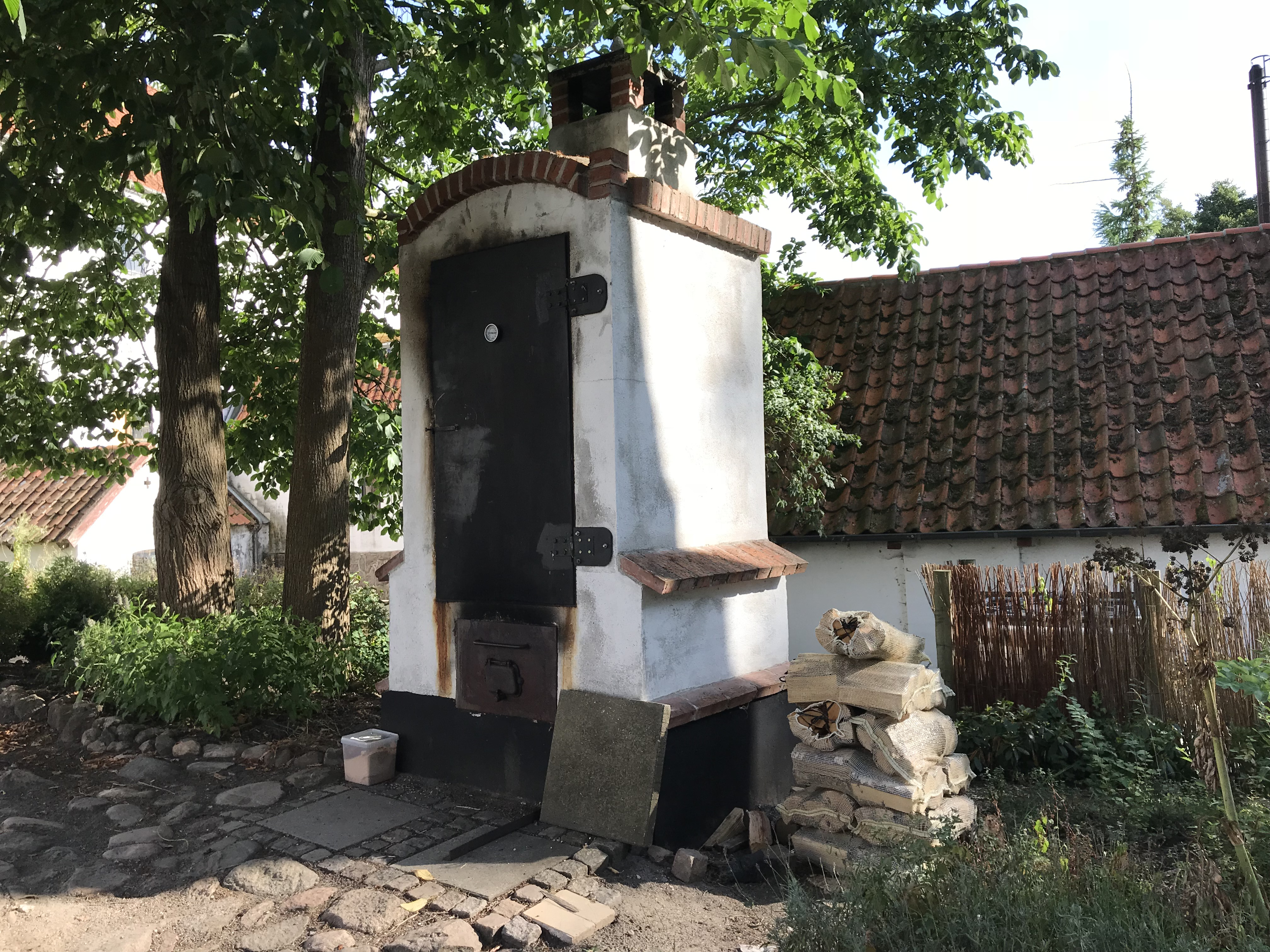
Vid Esrum å
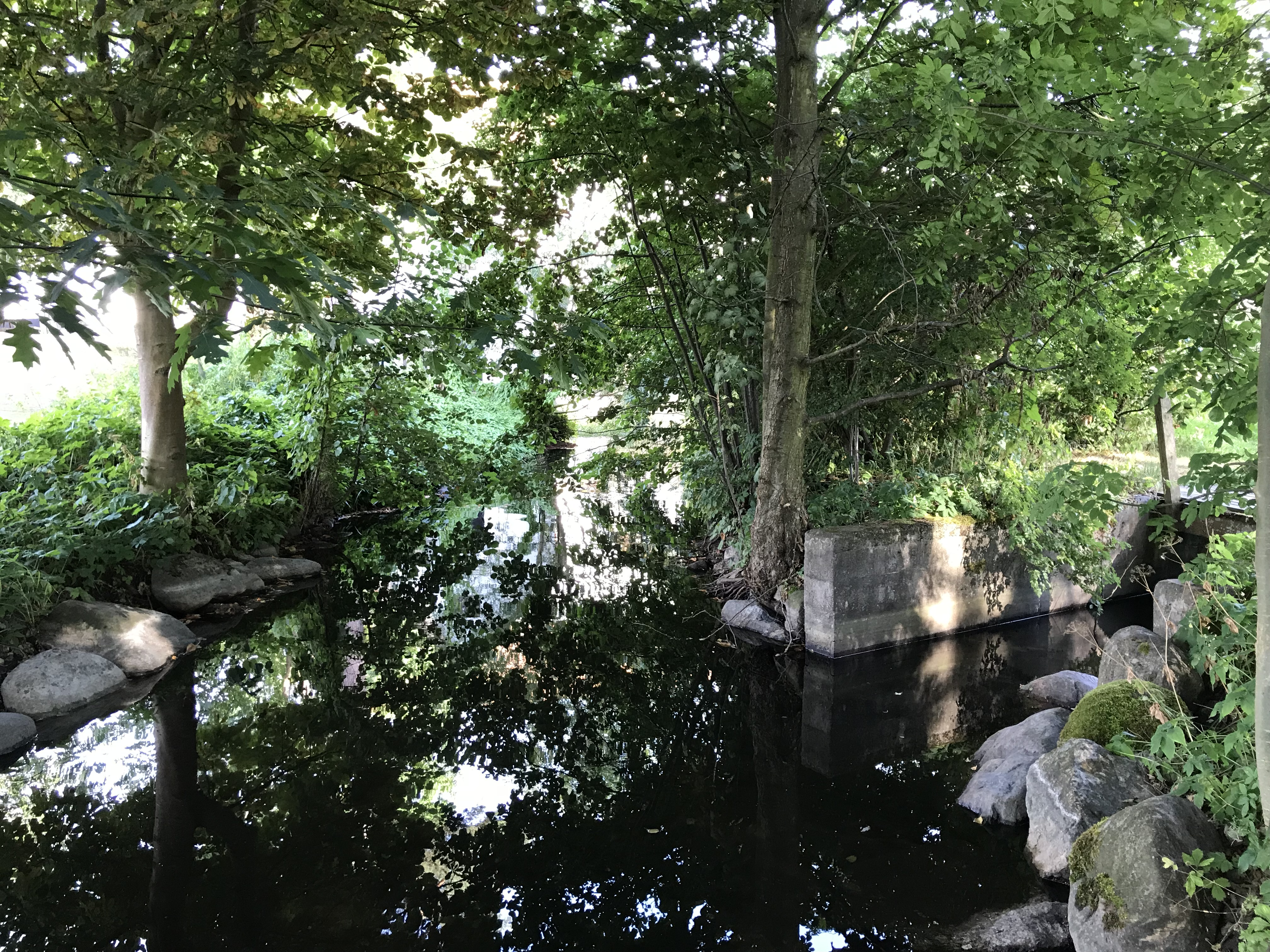
Esrum å